# Renhō
Renhō (kanji: 蓮舫, hiragana: れんほう, phát âm như Ren-hô trong tiếng Việt, sinh ngày 28 tháng 11 năm 1967), tên đầy đủ lúc sinh là Tạ Liên Phảng (Hsieh Lien-fang), tên lúc nhập quốc tịch Nhật Bản là Saitō Renhō, tên từ khi kết hôn là Murata Renhō (村田 蓮舫 Thôn Điền Liên Phảng), là một nữ chính khách Nhật Bản.

## Tiểu sử
Renhō sinh ra ở Tokyo trong một gia đình bố là người Đài Loan sống tại Nhật Bản, mẹ là người Nhật. Từ bậc nhà trẻ cho đến đại học, Renhō đều học tại các cơ sở của Aoyama Gakuin. Bà tốt nghiệp đại học với bằng cử nhân luật. Mặc dù sinh ra và lớn lên ở Tokyo, nhưng lúc nhỏ bà mang quốc tịch Đài Loan. Từ năm 1985 mang thêm quốc tịch Nhật Bản. Từ năm 1993, bà là phát thanh viên mục tin tức của các đài TBS và TV Asahi. Cùng năm, bà kết hôn với Murata Nobuyuki. Từ năm 1995 đến 1997, bà học tiếng Trung tại Đại học Bắc Kinh. Năm 1997, bà sinh đôi một trai một gái. Năm 2000, bà quay trở lại làm phóng viên truyền hình.

## Sự nghiệp chính trị
Tháng 7 năm 2004, Renhō được bầu vào Thượng nghị viện Nhật Bản với tư cách là đại diện của Đảng Dân chủ (Nhật Bản). Bà nổi tiếng với sự phê phán chính sách ngoại giao rụt rè đối với Trung Quốc và chính sách không công nhận Đài Loan của Nhật Bản. Tháng 8 cùng năm, bà thăm Đài Loan và hội kiến với Tổng thống Trần Thủy Biển.
Tháng 6 năm 2010, Thủ tướng Kan Naoto bổ nhiệm bà làm Bộ trưởng Nội các đặc trách đổi mới hành chính. Bà tiếp tục giữ cương vị này trong nội các Kan (thứ hai), nội các Kan (thứ ba) và nội các Noda.